# 화성의 테라포밍

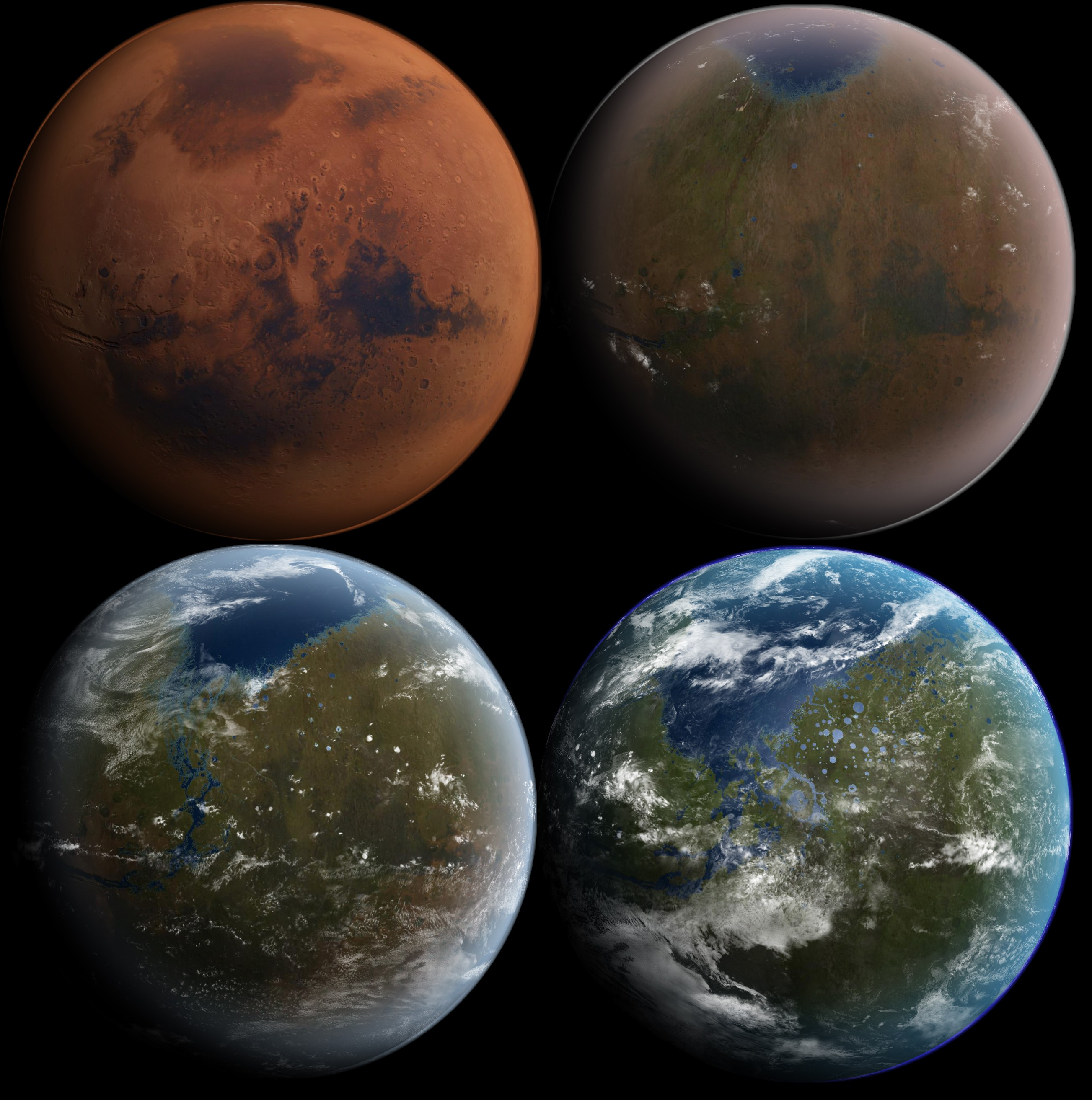
화가가 그린 화성의 테라포밍

화성의 테라포밍(영어: Terraforming of Mars) 또는 화성 개조는 화성을 지구와 비슷한 환경으로 만들어 인간이 살 수 있는 공간으로 만드는 프로젝트이다. 이 과정은 다양한 자원집약적 계획을 통해 지구의 현존하는 기후, 대기, 지표면의 재생과 새로운 생태계의 설치와 관련이 있을 것이다.
화성은 행성 중 지구에서 2번째로 가깝고, 지구와 크기가 비슷해 그나마 중력의 정도가 비슷하고, 과거 지구와 유사한 환경이었을 것으로 추정되며, 지금도 유사한 점이 상대적으로 많기 때문에 환경을 바꾸기에 적합하다고 하여, 관련 분야에서 가장 많이 거론되고 있는 행성이다. 낮은 중력, 지구에 비해 낮은 빛 수준, 자기장 부족 등이 화성의 테라포밍에 어려움을 줄 수 있다.
현재의 기술이 행성을 살 수 있는 환경으로 만들 수 있는 지에 대해서는 의견이 분분하다. 다른 이의에는 지형 형성에 대한 윤리적 우려와 그러한 사업에 수반될 상당한 비용이 포함된다. 행성을 테라포밍하는 이유에는 지구의 자원 사용과 고갈에 대한 우려 완화와 다른 행성의 변화 및 후속 또는 동시 정착이 인류의 멸종 확률을 감소시킨다는 주장이 포함된다.

## 시작
미래에는 인구 증가와 자원의 고갈로 새로운 인간의 주거 환경이 요구된다. 이에 달이나 화성 같은 가까운 행성들이 가장 적합하다고 생각된다.
다양한 방면에서 화성은 태양계에서 지구와 가장 비슷한 행성이라 평가 받는다. 과거에 지구와 더 비슷했다는 증거들도 많이 있으나 현재는 물과 대기가 고갈된 상태이다(자기장의 감소로 인해). 그리고 현재 우리의 지구 만으로 이 넓은 우주를 알기에 부족하다. 그래서 우리는 행성 식민지화를 시작해야 하고 그래야 그것이 인간 발전이 된다. 하지만 여기에는 여러 기술적으로 나 윤리적으로 문제가 따르기에 아직 실현에 어려움이 많다.

## 동기와 부작용

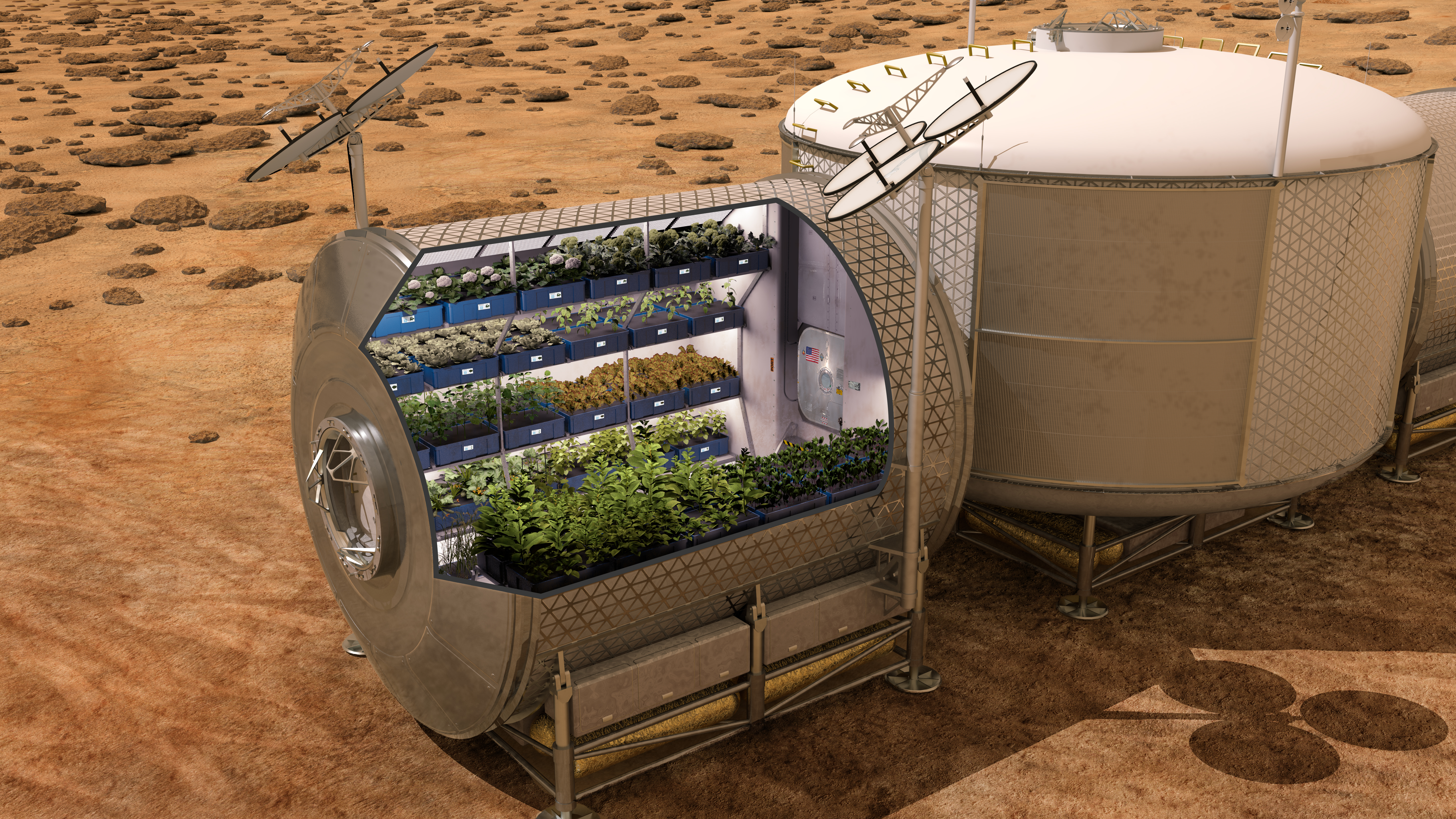
상상 속의 화성 기지에서 자라는 식물

미래의 인구 증가, 자원 수요, 그리고 종말 논법에 대한 대체 해결책은 화성, 달과 같은 지구 이외의 다른 천체들에 대한 인간의 이민을 요구할 수도 있다. 우주 이민은 태양계의 에너지와 물질 자원을 얻는 것을 용이하게 할 것이다.
많은 면에서, 화성은 태양계의 다른 모든 행성들 중에서 가장 지구와 유사하다. 화성에는 지질역사 초기에 대기권 이탈로 수억 년 동안 손실된 두꺼운 대기와 풍부한 물이 있어 지구와 비슷한 환경이 있었던 것으로 추정된다. 유사성과 근접성의 토대를 고려할 때, 화성은 태양계에서 가장 그럴듯한 지구 형성 대상 중 하나가 될 것이다.
부작용으로는 토착생물의 잠재적 변위나 파괴가 있다.

## 문제점

이 도표는 화성이 지구의 평균 온도에 가까울 경우 화성에서 탈출하는 대기의 변화를 보여준다. 화성은 과거에 (표면에 액체 상태의 물이 있다는 증거 때문에) 따뜻했던 것으로 추정되며, 테라포밍은 화성을 다시 따뜻하게 만들 것이다. 이런 온도에서 산소와 질소는 지금보다 훨씬 빨리 우주로 빠져나갈 것이다.

화성 환경은 극복해야 할 몇 가지 문제점을 제시하며, 이는 특정 주요 환경 요인에 의해 제한될 수 있다.
- 감소된 빛의 세기 (지구의 약 60%)[8]
- 낮은 표면 중력 (지구 중력의 38%)
- 독성의 대기
- 낮은 대기압 (지구의 약 1%, 암스트롱 한계보다 낮은 수치)
- 태양열의 이온화 및 표면에서의 우주방사선의 유입[9]
- 낮은 평균 기온 (−63 °C)[10]
- 분자의 불안정성
- 화성 어디에나 있는 황사 폭풍
- 천연 음식 공급원 없음
- 독성의 토양[11][12]
- 태양풍으로부터 방어할 수 있는 자기장이 없음

### 우주 날씨의 영향에 대항하는 것
화성은 고유의 자기장을 가지고 있지 않지만, 태양풍은 화성의 대기와 직접적으로 상호작용하여 자기장 튜브로부터 자기장을 형성하게 한다. 이것은 태양 복사를 완화하고 대기를 유지하는 데 어려움을 제기한다.
자기장의 부족, 상대적으로 작은 질량, 그리고 대기 광화학 모두 시간이 지남에 따라 표면 액체 물의 증발과 손실에 기여했을 것이다. 태양풍에 의한 화성 대기 원자의 방출이 화성 궤도 탐사선에 의해 감지되었는데, 이것은 태양풍이 시간이 지나면서 화성 대기를 벗겨냈다는 것을 보여준다. 이에 비해 금성은 밀도가 높은 대기를 가지고 있지만, 큰 쌍극자 유도 자기장이 없기 때문에 수증기(20ppm)의 흔적만 남아 있다. 지구의 오존층은 추가적인 보호를 제공한다. 자외선은 물을 수소와 산소로 분해하기 전에 차단된다.

### 낮은 중력과 압력
화성의 표면 중력은 지구의 38%이다. 이것이 무중력 상태와 관련된 건강 문제를 예방하기에 충분한지는 알려지지 않았다.
화성의 CO
2 대기는 지구 해수면에서의 약 1%의 압력을 가지고 있다. 지구 온난화에 의해 방출될 경우 레골리스와 남극 캡에 30에서 60 킬로파스칼의 대기를 형성하기에 충분한 CO
2 얼음이 있을 것으로 추정된다. 화성 표면에 액체 상태의 물이 다시 나타나면 온난화 효과와 대기 밀도를 증가시키겠지만, 화성의 낮은 중력은 지표면에서 최적의 100 kPa 압력을 얻기 위해 지구 기둥 기단의 2.6배를 필요로 한다. 대기 밀도를 증가시키기 위한 추가적인 휘발성 물질은 질소의 원천으로 암모니아를 포함하는 몇 개의 거대한 소행성의 방향을 바꾸는 것과 같은 외부로부터 공급되어야 한다.

### 화성에서의 호흡
현재 화성 대기의 기압은 1kPa 미만이며 암스트롱 한계치인 6kPa에 크게 못 미치는데, 매우 낮은 압력으로 인해 침, 눈물, 폐포를 적시는 액체와 같은 노출된 체액체가 끓어 없어진다. 압력 보호복이 없다면, 어떤 방법으로도 통기 가능한 산소가 몇 분 이상 산소를 내뿜는 생명을 유지할 수 없을 것이다. NASA의 기술 보고서에서 암스트롱 한계치 이하의 압력에 노출된 후, 한 생존자는 "마지막 의식 기억은 혀에 물이 끓기 시작하는 것"이라고 보고했다. 이런 상황에서는 압박복이 생명유지장치를 제공하지 않는 한 인간은 몇 분 안에 사망한다.
만약 화성의 대기압이 19 kPa 이상으로 상승할 수 있다면, 압력복이 필요하지 않을 것이다. 방문객들은 양압 상태에서 100% 산소를 공급하는 마스크만 착용하면 된다. 대기압이 24kPa로 더 증가하면 순수한 산소를 공급하는 간단한 마스크가 가능해질 것이다. 이것은 병에 든 산소의 불충분한 양이 종종 사망과 함께 저산소증을 초래한 죽음의 구역이라고도 불리는 37 kPa 이하의 압력으로 모험하는 등산객들과 비슷해 보일 수 있다. 그러나 CO2(또는 기타 유독 가스)가 증가하여 대기압이 증가되는 경우 마스크는 외부 대기가 호흡 장치에 들어가지 않도록 해야 한다. 1%의 낮은 CO2 농도는 사람에게 졸음을 유발한다. 충분한 산소가 있는 경우에도 7%에서 10%의 농도는 질식을 유발할 수 있다.

### 대기
지구와 목성은 두꺼운 대기를 보존할 수 있는 장점이 있지만 화성은 그렇지 못해 주기적으로 대기 구성에 필요한 기체들을 공급해줘야 하거나 혹은 뚜껑이 필요하다. 그러나 태양계에는 화성에 공기를 공급할 정도의 공기가 없어, 뚜껑 또한 태양열과 태양빛을 막아 화성이 더 추워질 수 있다.

### 우주 환경
화성은 자기장이 희박하다. 이는 태양계에서 오는 각종 유해 물질을 막기 힘들다는 것을 의미한다. 화성 생성 초기에 얇은 대기 때문에 소실되었다고 짐작된다.

## 장점

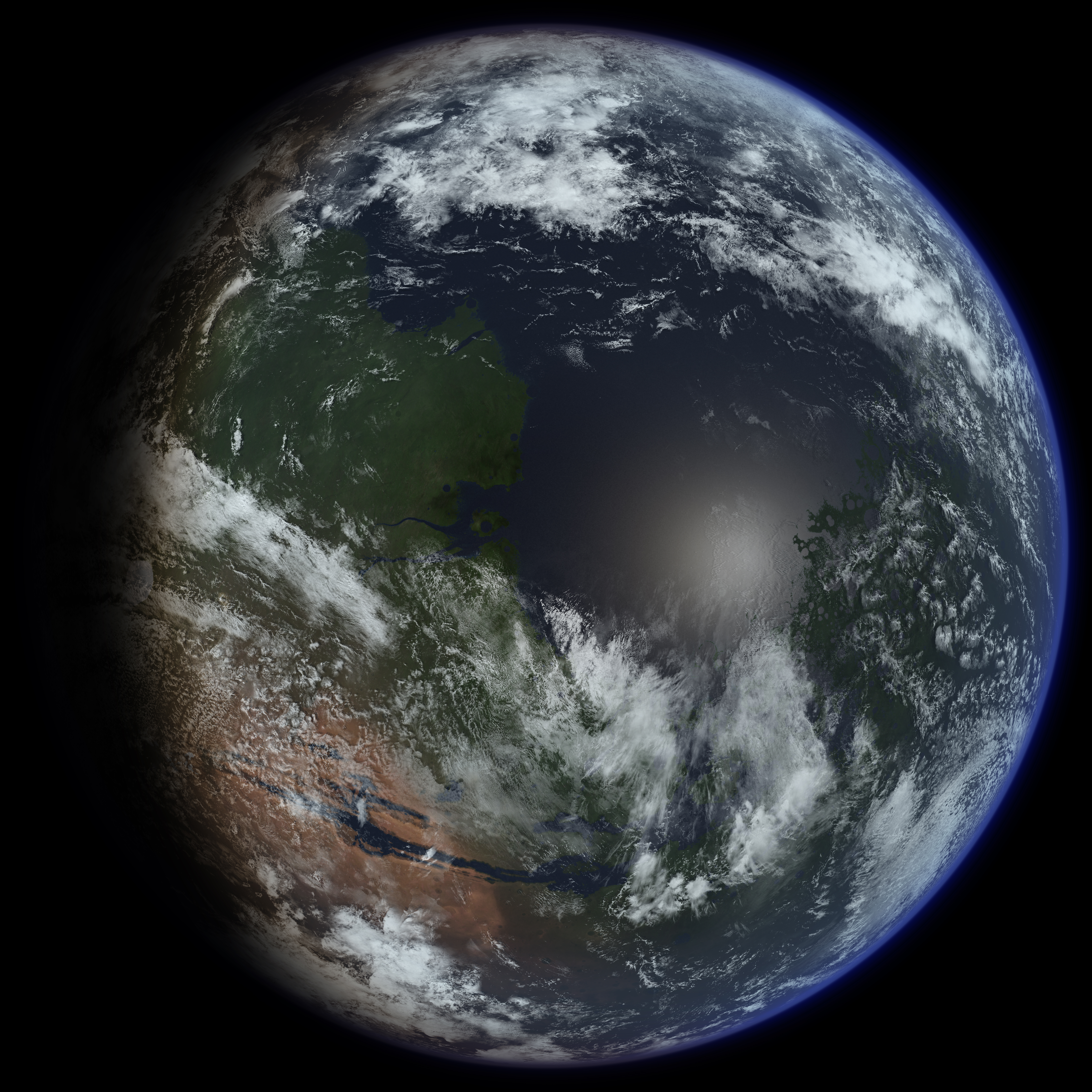
가상 지구형 화성

해결해야 할 많은 문제가 있지만 장점도 있다.
우선 화성은 태양계에서 테라포밍 하기에 가장 적합한 행성으로 평가되며 극관에는 많은 물이 고체상태로 존재한다. 이 얼음이 녹으면 11m 깊이의 바다를 생성할 수 있다. 이 얼음은 드라이아이스도 포함하는데, 이를 녹이면 일종의 대기를 생성하는데 도움이 된다. 실제로 여름에는 이산화탄소가 구름을 생성하기도 한다.
과학자들에 따르면, 화성은 만약 농축된 온실가스가 대기압을 증가시킬 수 있다면 표면의 액체 물이 지탱될 수 있는 태양계의 지역인 생명체 거주가능 영역의 바깥 가장자리에 존재할 것이라고 한다. 화성의 자기장과 지질학적 활동의 부족은 상대적으로 작은 크기의 결과일 수 있는데, 비록 그러한 과정의 세부 사항은 아직 잘 이해되지 않았지만, 이것은 내부가 지구보다 더 빨리 냉각되도록 해주었다.
화성의 발달 초기 단계에서 화성의 대기 두께가 지구와 같았으며, 화성의 압력이 지표면에 풍부한 액체 상태의 물을 지탱하고 있었다는 강력한 징후가 있다. 비록 물이 화성 표면에 한때 존재했던 것처럼 보이지만, 지하 얼음은 현재 중위도부터 극지방까지 존재한다. 화성의 토양과 대기는 황, 질소, 수소, 산소, 인, 탄소를 포함한 생명체에 중요한 많은 주요 요소들을 포함하고 있다.
단기적으로 유발된 기후 변화는 대기 중 이산화탄소의 증가와 그에 따른 대기 수증기의 증가로 인한 온실 온난화에 의해 야기될 가능성이 높다. 이 두 가스는 화성 환경에서 온실 온난화의 유일한 원인일 가능성이 있다. 많은 양의 물 얼음이 화성 표면 아래뿐만 아니라 극지방의 표면에도 존재하는데, 이 표면에는 드라이아이스, 즉 얼린 CO2가 혼합되어 있다. 상당한 양의 물이 화성의 남극에 위치해 있는데, 만약 녹인다면, 수심 5-11미터의 행성 전체에 해당하는 바다가 될 것이다. 극지방의 냉동 이산화탄소는 화성 여름 동안 대기 중으로 흡수되고, 적은 양의 물 잔여물이 남는데, 이것은 빠른 바람이 400 km/h에 육박하는 속도로 극지방들을 휩쓸어 버린다. 이 계절적 현상은 지구와 같은 얼음 구름을 형성하면서 많은 양의 먼지와 물 얼음을 대기로 운반한다.
화성 대기에 있는 대부분의 산소는 주요 대기 성분인 이산화탄소로 존재한다. 분자 산소는 미량만 존재한다. 많은 양의 산소는 화성 표면의 금속 산화물과 토양에서 규산염의 형태로 발견될 수 있다. 피닉스 착륙선이 채취한 토양 샘플의 분석 결과 과염소산염의 존재가 밝혀졌는데, 과염소산염은 화학 산소 발생기에서 산소를 방출하는 데 사용되어 왔다. 전기 분해는 충분한 액체 상태의 물과 전기를 사용할 수 있다면 화성의 물을 산소와 수소로 분리하는데 사용될 수 있을 것이다. 하지만, 만약 대기로 분출된다면, 그것은 우주로 탈출할 것이다.

## 제안된 방법 및 전략
| 대기의 속성       | 화성                 | 지구                  |
| ----------------- | -------------------- | --------------------- |
| 압력              | 0.61 kPa (0.088 psi) | 101.3 kPa (14.69 psi) |
| 이산화 탄소 (CO2) | 96.0%                | 0.04%                 |
| 아르곤 (Ar)       | 2.1%                 | 0.93%                 |
| 질소 (N2)         | 1.9%                 | 78.08%                |
| 산소 (O2)         | 0.145%               | 20.94%                |

화성의 테라포밍은 세 가지 주요한 연속된 변화를 수반할 것이다. 자기권과 대기권이 형성되어야 하고, 온도가 상승해야 한다. 화성의 대기는 상대적으로 얇고 표면 압력이 매우 낮다. 화성의 대기는 화성이 가열되기 시작하면 주로 알려진 온실 기체인 이산화탄소로 구성되어 있기 때문에, 이산화탄소는 표면 근처에 열에너지를 유지하는 데 도움이 될 수 있다. 게다가, 더워지면서, 더 많은 이산화탄소가 극지방의 얼어붙은 매장량으로부터 대기 중으로 유입되어 온실 효과를 높인다. 이것은 대기를 만들고 그것을 가열하는 두 가지 과정이 테라포밍을 유도하면서 서로를 증가시킨다는 것을 의미한다. 하지만, 태양풍에 의한 침식에 대한 지구 자기장의 보호 부족으로 인해 대기를 함께 유지하는 것은 어려울 것이다.

### 암모니아 가져오기
화성 대기를 증가시키는 한 가지 방법은 암모니아를 도입하는 것이다. 많은 양의 암모니아가 태양계 외행성들에 동결 형태로 존재할 가능성이 있다. 암모니아가 풍부한 물체나 그보다 작은 물체들이 화성과 충돌하여 암모니아를 화성 대기로 옮기는 것이 가능할지도 모른다. 그러나 암모니아는 화성 대기에서 안정적이지 않다. 그것은 몇 시간 후에 (이원자) 질소와 수소로 분해된다. 따라서 암모니아가 강력한 온실 가스이기는 하지만, 행성의 온난화를 많이 일으키지는 않을 것이다. 아마도, 이 질소 가스는 화성의 원래 대기의 대부분을 빼앗은 것과 같은 과정에 의해 결국 고갈될 것이지만, 이 과정들은 수억 년이 걸릴 것으로 예상된다. 가벼워졌기 때문에 수소는 훨씬 더 빨리 제거될 것이다. 이산화탄소는 암모니아 밀도의 2.5배, 화성이 겨우 버티고 있는 질소 가스는 밀도의 1.5배가 넘기 때문에 분해되지 않은 수입된 암모니아도 우주로 빠르게 사라지게 된다.

### 탄화수소 가져오기
화성 대기를 만드는 또 다른 방법은 메테인(CH4)이나 다른 탄화수소를 가져오는 것인데, 이것은 타이탄의 대기와 표면에 흔하다. 메테인은 온실 효과를 악화시키는 역할을 하는 대기 중으로 배출될 수 있다. 그러나 암모니아와 마찬가지로 메테인도 비교적 가벼운 기체이다. 사실 그것은 암모니아보다 훨씬 밀도가 낮기 때문에 만약 그것이 도입된다면 마찬가지로 우주로 날아가고 암모니아보다 빠른 속도로 사라질 것이다. 비록 그것이 우주로 탈출하는 것을 막는 방법이 발견될 수 있다고 해도, 메테인은 그것이 파괴되기 전까지 제한된 기간 동안만 화성 대기에 존재할 수 있다. 수명은 0.6~4년이다.

### 플루오린 화합물의 사용
특히 육플루오린화 황, 염화 플루오린화 탄소(CFC), 과플루오린화탄소(PFC)와 같은 강력한 온실가스는 화성을 초기에 따뜻하게 하는 수단이자 장기적인 기후 안정을 유지하는 수단으로 제시되어 왔다. 이 가스들은 이산화탄소보다 수천 배 더 강한 온실 효과를 발생시키기 때문에 도입이 제안되었다. 육플루오린화황과 과플루오린화탄소 같은 불소 기반 화합물은 오존을 파괴하기 때문에 염소 기반 화합물보다 선호된다. 남극의 이산화탄소 빙하를 승화시키기 위해서는 화성의 대기에 대략 0.3 마이크로바의 염화 플루오린화 탄소를 도입할 필요가 있을 것으로 추정되었다. 이는 1972년부터 1992년까지(국제 조약에 의해 CFC 생산이 금지되었을 때) 지구에서 제조된 CFC의 약 3배에 해당하는 약 3900만톤의 질량과 맞먹는다. 온도를 유지하는 것은 광분해로 인해 파괴되는 화합물의 지속적인 생산을 필요로 할 것이다. 지구형성 대기에 지구와 같은 압력과 조성물이 존재한다면 연간 170kt의 최적 온실 화합물(CF3CF2CF3, CF3SCF2CF3, SF6, SF5CF3, SF4(CF3)2)을 도입하는 것만으로도 70K의 온실효과를 유지하기에 충분할 것으로 추정되고 있다.
전형적인 제안은 현지에서 추출된 물질, 원자력, 그리고 상당한 산업적 노력을 사용하여 화성에서 가스를 생산하는 것이다. CFCs와 PFCs의 생산에 필요한 원료를 얻기 위해 플루오린을 함유한 광물을 채굴할 수 있는 가능성은 화성의 대량 조성에 플루오린의 원소 존재를 질량으로 32ppm으로 추정하는 광물학적 조사에 의해 뒷받침된다.
또는 압축된 CFC 탑재 로켓을 화성 충돌 코스로 보내 CFC를 도입할 수도 있다. 로켓이 표면에 충돌할 때 그들은 탑재물을 대기 중으로 방출한다. 화성이 화학적으로 변화하고 따뜻해지는 동안 이러한 'CFC 로켓'의 지속적인 탄막은 10년 조금 더 지속되어야 할 것이다.

### 궤도거울의 사용
알루미늄 처리된 얇은 PET 필름으로 만들어진 거울은 화성 주변 궤도에 배치되어 수신되는 총 일사현상을 증가시킬 수 있다. 이것은 햇빛을 표면으로 향하게 하고 화성의 표면 온도를 직접적으로 증가시킬 수 있다. 반경 125km의 거울은 태양 돛의 효과를 이용하여 극지방 근처의 화성에 상대적인 정지된 위치에서 궤도를 돌면서 CO2 빙상을 승화시키고 온실효과에 기여할 수 있다.

### 반사율 감소
화성 표면의 반사율을 감소시키면 열 흡수 측면에서 들어오는 햇빛을 더 효율적으로 사용할 수 있을 것이다. 이것은 태양계에서 가장 검은 물체들 중 하나인 화성의 위성인 포보스와 데이모스에서 나오는 어두운 먼지를 퍼뜨리는 것으로 이루어질 수 있다. 또는 지의류, 조류, 박테리아와 같은 어두운 극한환경 미생물을 도입함으로써 이루어질 수 있다. 그러면 땅은 더 많은 햇빛을 흡수하여 대기를 따뜻하게 할 것이다. 하지만, 화성은 이미 태양계에서 두 번째로 어두운 행성이어서 들어오는 햇빛의 70% 이상을 흡수하고 있기 때문에 화성을 더 어둡게 만드는 범위는 작다.
만약 조류나 다른 녹색 생명체가 형성된다면, 그것은 인간이 숨을 쉴 수 있을 만큼 충분하지는 않지만, 대기에 적은 양의 산소를 제공할 것이다. 산소를 생산하기 위한 전환 과정은 물에 매우 의존하는데, 물이 없다면 이산화탄소는 대부분 탄수화물로 전환된다. 게다가, 화성에서 산소는 산소의 순환이 있는 지구와 다르게 우주로 사라지기 때문에, 이것은 행성으로부터 영구적인 손실을 나타낼 것이다. 이러한 두 가지 이유로 인해 폐쇄적인 시스템 안에서 그러한 삶을 배양하는 것이 필요할 것이다. 이것은 폐쇄성 계의 반사율을 감소시키지만(성장이 화성 토양보다 반사율이 낮다고 가정할 때), 행성 전체의 반사율에는 영향을 미치지 않을 것이다.
2012년 4월 26일, 과학자들은 이끼가 살아남았고 독일 항공우주 센터(DLR)가 관리하는 화성 시뮬레이션 연구소(MSL)에서 34일의 시뮬레이션 시간 내에 광합성 활동의 적응 능력에 주목할 만한 결과를 보였다고 보고했다.
반사율 감소에 관한 마지막 문제는 화성에서 흔히 볼 수 있는 황사 폭풍이다. 이것들은 행성 전체를 몇 주 동안 덮고 있고, 반사율을 증가시킬 뿐만 아니라, 햇빛이 지표면에 도달하는 것을 막는다. 이것은 행성이 회복하는 데 수 개월이 걸리는 표면 온도 하락을 일으키는 것으로 관찰되어 왔다. 일단 먼지가 가라앉으면, 그것은 그것이 착륙하는 모든 것을 덮고, 태양의 시야에서 반사율 감소 물질을 효과적으로 지운다.

### 자금 지원 연구: 에코포에시스

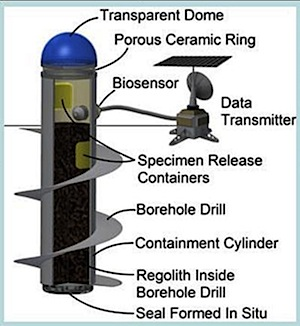
화성 생태 시험대는 태양열과 광합성을 가능하게 하는 투명한 돔을 보여주며, 코르크 나사 시스템은 산소를 생산하는 지구 유기체와 함께 화성 토양을 모으고 밀봉한다. 총 길이는 약 7센티미터이다.

2014년 이래로, NIAC와 테크샷사(Techshot Inc)는 화성 토양에서 분자 산소 생산을 위해 산소를 생산하는 남세균과 조류의 군집을 사용하는 밀폐된 바이오돔을 개발하기 위해 함께 일하고 있다. 하지만 먼저 화성에서 작은 규모로 작동하는지 시험해 볼 필요가 있다. 그 제안은 화성 생태 시험대(Mars Ecopoiesis Test Bed)라고 불린다. 유진 볼랜드는 인디애나주 그린빌에 위치한 테크샷의 수석 과학자이다. 그들은 미래 탐사 로봇 임무에 극한성 광합성 조류와 남세균이 들어 있는 작은 용기를 보낼 계획이다. 탐사선은 7cm 크기의 용기를 액체 상태의 물이 과도현상을 일으킬 가능성이 있는 곳으로 코르크 마개를 돌려 화성 토양을 끌어들인 다음 밀폐된 토양 내에서 자라기 위해 산소를 생산하는 미생물을 방출할 것이다. 그 하드웨어는 위상이 액체 상태의 물로 바뀌면서 화성 지하의 얼음을 사용할 것이다. 그런 다음 이 시스템은 대사 부산물로 방출되는 산소를 찾아 화성 궤도 중계 위성에 결과를 보고할 것이다.
만약 이 실험이 화성에서 효과가 있다면, 그들은 미래의 화성 생명 유지 시스템으로의 인간 임무를 위해 산소를 생산하고 수확하기 위해 바이오돔이라고 불리는 몇몇 크고 밀폐된 구조물을 지을 것을 제안할 것이다. 그곳에서 산소를 생산할 수 있게 되면 NASA에 상당한 비용을 절감할 수 있을 것이고 우주 비행사들이 무거운 산소 탱크를 운반해야 하는 경우보다 화성을 더 오래 방문할 수 있게 될 것이다. 에코포에시스라고 불리는 이 생물학적 과정은, 포함된 지역에서 고립될 것이고, 화성 대기의 테라포밍을 위한 세계적인 행성 공학의 한 종류로 의미되지 않는다. 그러나 NASA는 "이것은 행성 생물학, 생태학, 그리고 테라포밍에 가장 큰 관심을 갖는 상황 연구에서 실험적인 행성의 구현으로 가는 첫 번째 큰 도약이 될 것이다."라고 진술한다.
2015년 6월 아칸소 대학교의 연구는 화성의 저기압에서 일부 메테인 세균이 살아남을 수 있다고 제안했다. 레베카 미콜은 그녀의 실험실에서 네 종의 메테인 세균이 화성의 지표면 아래 액체 대수층과 비슷한 저기압 조건에서 살아남았다는 것을 발견했다. 그녀가 실험한 네 종은 Methanothermobacter wolfeii, Methanosarcina barkeri, Methanobacterium formicicum, 그리고 Methanococcus maripaludis였다. 메테인 세균은 산소나 유기 영양소를 필요로 하지 않고, 광합성을 하지 않으며, 수소를 에너지원으로 사용하고 이산화탄소를 탄소원으로 사용하기 때문에 화성의 지표면 아래 환경에 존재할 수 있다.

### 대기 보호

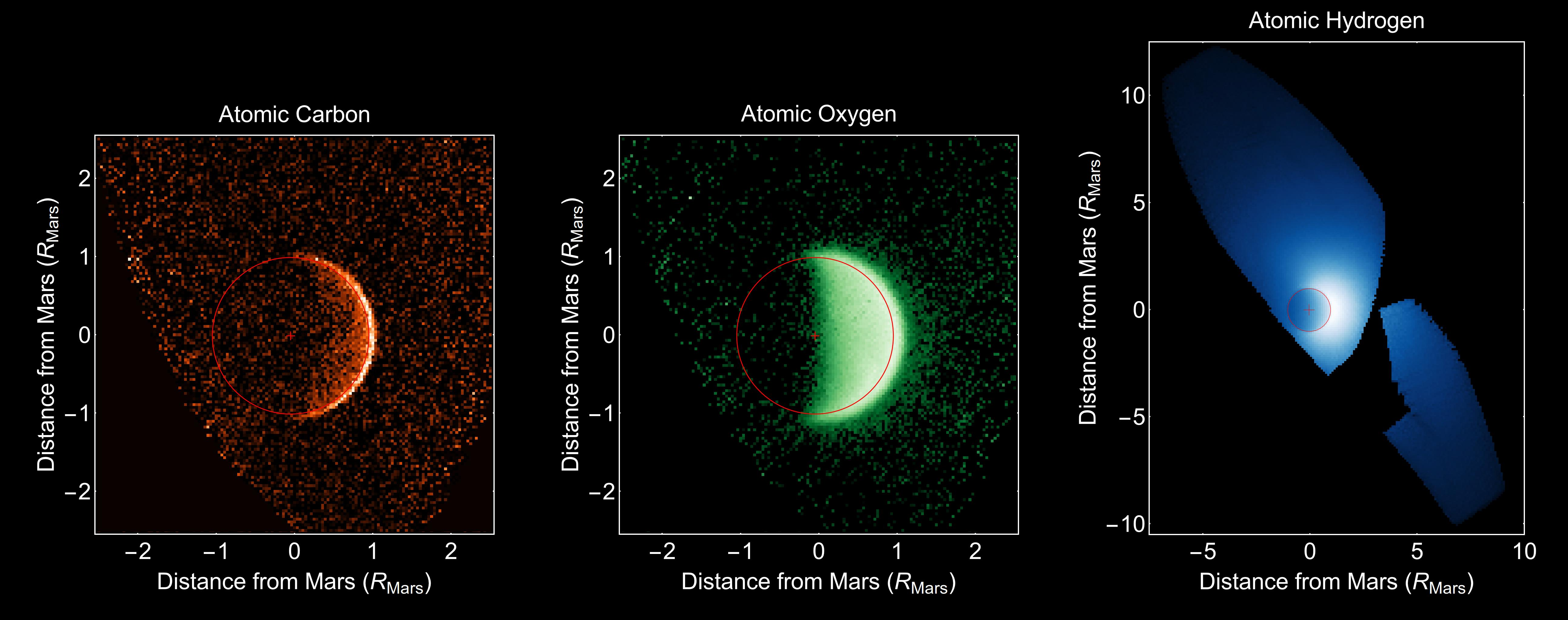
MAVEN이 촬영한 화성 대기(탄소, 산소, 수소)의 탈출

테라포밍 화성의 한 가지 중요한 측면은 대기가 우주로 사라지지 않도록 보호하는 것이다. 일부 과학자들은 행성 전체의 인공 자기권을 만드는 것이 이 문제를 해결하는 데 도움이 될 것이라고 추측한다. 두 명의 NIFS 일본 과학자들에 따르면, 각각 충분한 양의 직류를 전달하는 냉장 위도 초전도 링 시스템을 구축함으로써 현재의 기술로 그렇게 하는 것이 가능하다고 한다. 같은 보고서에서는 행성 에너지 전달 및 저장 시스템(SMES)으로도 사용하여 시스템의 경제적 영향을 최소화할 수 있다고 주장한다.

#### L1궤도에서의 자기 방패

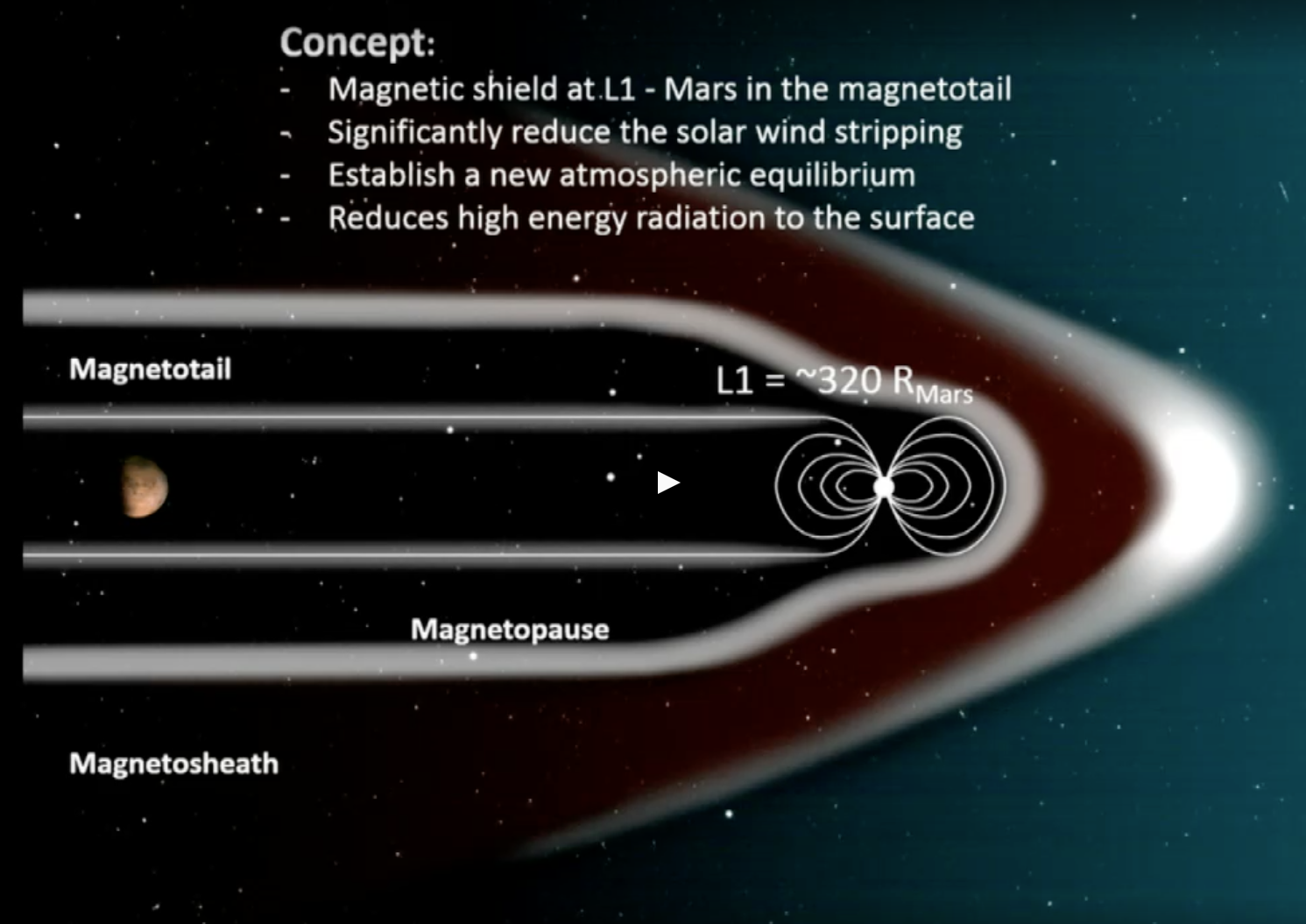
화성 주위에 있는 L_{1} 궤도에서의 자기 방패

2017년 2월 말에 행성과학 비전 2050 워크숍이 있는 동안, NASA 과학자 짐 그린은 고에너지 태양 입자로부터 행성과 태양 사이에 자기 쌍극자장을 두는 개념을 제안했다. 이 행성은 화성 라그랑주 궤도 L1에 약 320 R♂의 속도로 위치하여 부분적이고 먼 인공 자기권을 형성한다. 이 필드는 '지구와 유사'해야 하며 지구 반지름 1개로 측정했을 때 50μT를 유지해야 한다. 이 논문은 1~2테슬라 강도의 자석에 의해 50μT를 유지하는 것이 가능하다고 인용한다. 만약 만들어진다면, 이 방패는 행성이 대기를 회복할 수 있게 해줄 것이다. 시뮬레이션 결과, 수년 안에 이 행성은 지구의 대기압의 반을 달성할 수 있을 것이라고 한다. 태양풍의 영향을 받지 않는다면, 양쪽 극의 만년설에서 얼어붙은 이산화탄소는 승화되기 시작할 것이고 적도를 따뜻하게 할 것이다. 만년설은 녹아서 바다를 형성하기 시작할 것이다. 한 연구원은 현재의 지구 대기 손실과 어느 정도 균형을 이루는 화산 분출이 시간이 지남에 따라 대기를 보충할 것이며, 이는 만년설을 녹이고 화성의 선사시대 바다의 1⁄7을 채울 수 있을 것이라고 주장한다.

### 테라포밍의 열역학
남극 만년설에서 CO2를 승화하는 데 필요한 전체 에너지는1993년 Zubrin과 McKay에 의해 모델링되었다. 궤도거울을 사용할 경우 만년설을 증발시킬 수 있을 만큼 큰 거울을 만들기 위해서는 120MW년 정도의 전기 에너지가 필요할 것이다. 이 방법은 가장 실용적이지는 않지만 가장 효과적인 방법으로 간주된다. 강력한 할로젠화탄소 온실가스를 사용할 경우, 이 가열에 1,000MW년의 전기 에너지가 필요할 것이다. 그러나 이 이산화탄소를 모두 대기 중으로 배출한다면 현재의 대기압을 6mbar에서 12mbar로 두 배 정도만 증가시키고, 이 값은 지구 평균 해수면 압력의 약 1.2%에 이를 것이다. 오늘날 대기 중에 100mbar의 이산화탄소를 배출함으로써 발생할 수 있는 온난화의 양은 대략 10K 정도로 적다. 또한 대기권에 진입하면 표면 아래 확산과 흡착 또는 극 뚜껑에 재응축하여 빠르게 제거할 수 있다.
액체 상태의 물이 존재할 수 있도록 필요한 표면 또는 대기 온도는 결정되지 않았으며, 대기 온도가 245K(-28°C; -19°F)까지 낮을 경우에만 액체 상태의 물이 존재할 수 있을 것으로 추정된다. 하지만, 10K의 온난화는 액체 상태의 물을 생산하기 위해 필요한 것보다 훨씬 적다.

## 같이 보기
- 화성식민지 - 화성의 인간 식민지화를 위한 제안된 개념들
- 유인화성탐사 - 화성으로 가는 다양한 유인 임무 개념 제안